# Парк Строителей (Качканар)
Парк Строи́телей — парк в Качканаре, расположенный в центральной части города, рядом со зданием городской администрации.

## История
В мае 1957 года на месте будущего парка появились первые шалаши, в которых жили первостроители Качканара. К осени появились первые палатки. В 1960-х годах в парке проводились торжественные мероприятия, приуроченные ко Дню города, работали аттракционы и тир. На сцене выступали партийные и хозяйственные деятели, награждались победители соцсоревнований среди работников треста Качканаррудстрой. В парке располагались несколько волейбольных площадок, которые ежегодно 9 мая становились местом проведения соревнований по волейболу, посвящённые Дню Победы. На месте будущего здания городской администрации располагалась футбольное поле.
В советские годы на центральной аллее парка стоял бюст В. И. Ленина, который был демонтирован в 1990-х годах. В августе 1998 года на его месте был установлен памятник жертвам локальных конфликтов. До 2015 года в северной части парка располагался Качканарский историко-краеведческий музей, переехавший в этом году в здание Дворца культуры.
Основным памятником парка являются символические каменные палатки первостроителей, находящиеся в западной части парка. В юго-западной части парка установлена экспозиция военной техники, перемещённая в 2010 году с площадки и Дворца культуры. В целом парк является сосредоточением памятных мест и узнаваем среди местных жителей.

## Галерея

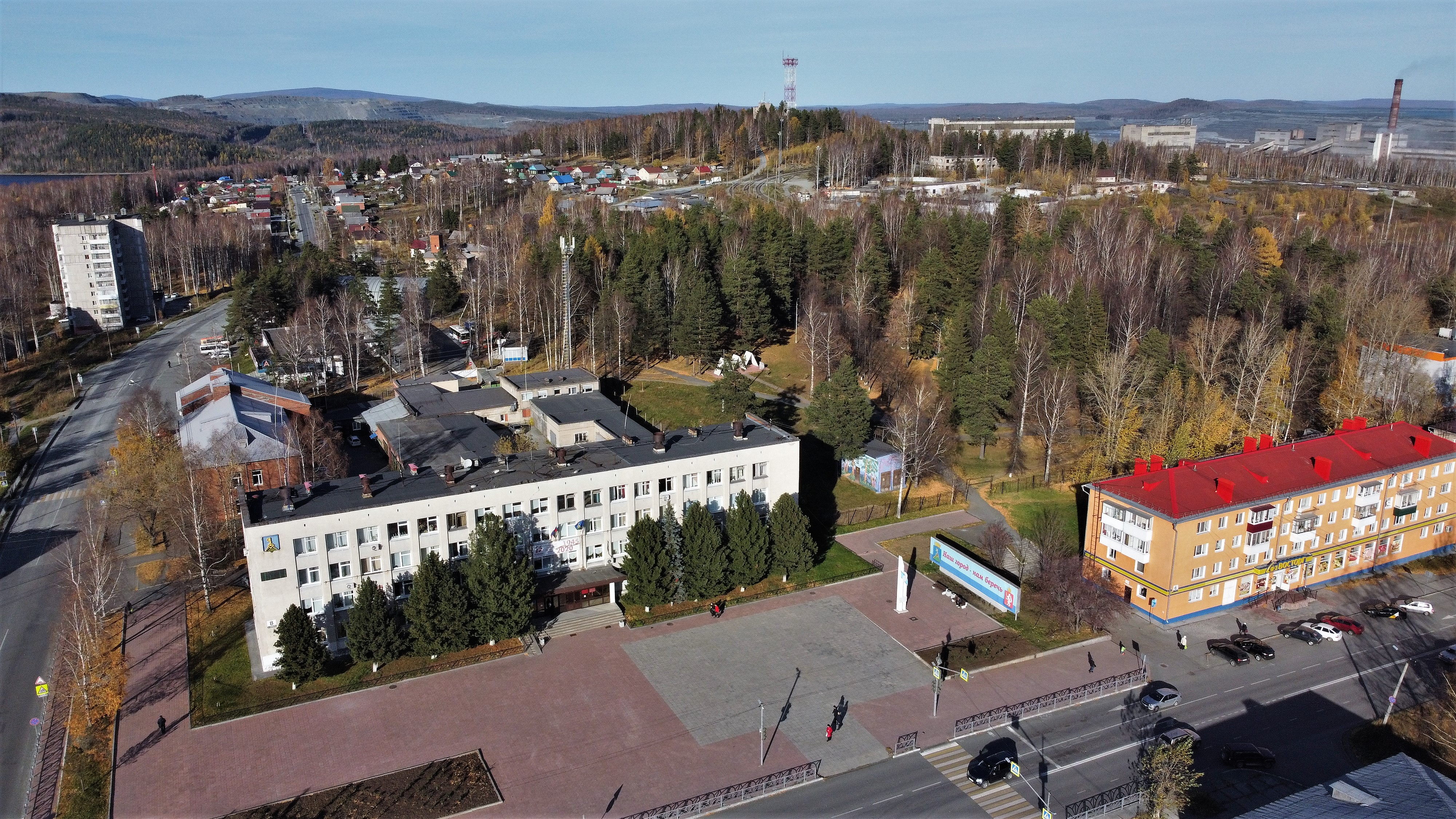
Здание городской администрации и парк за ним
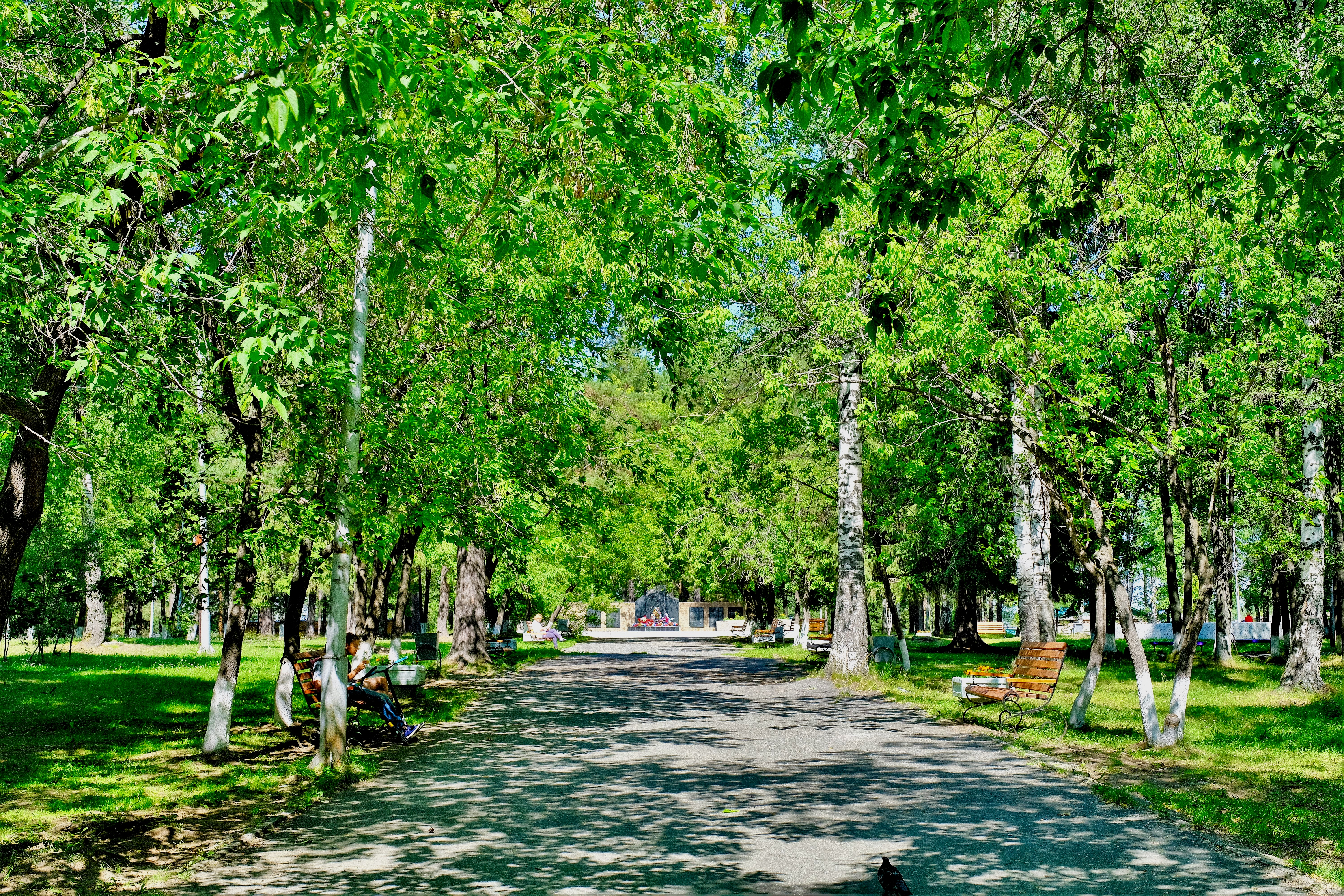
Центральная аллея
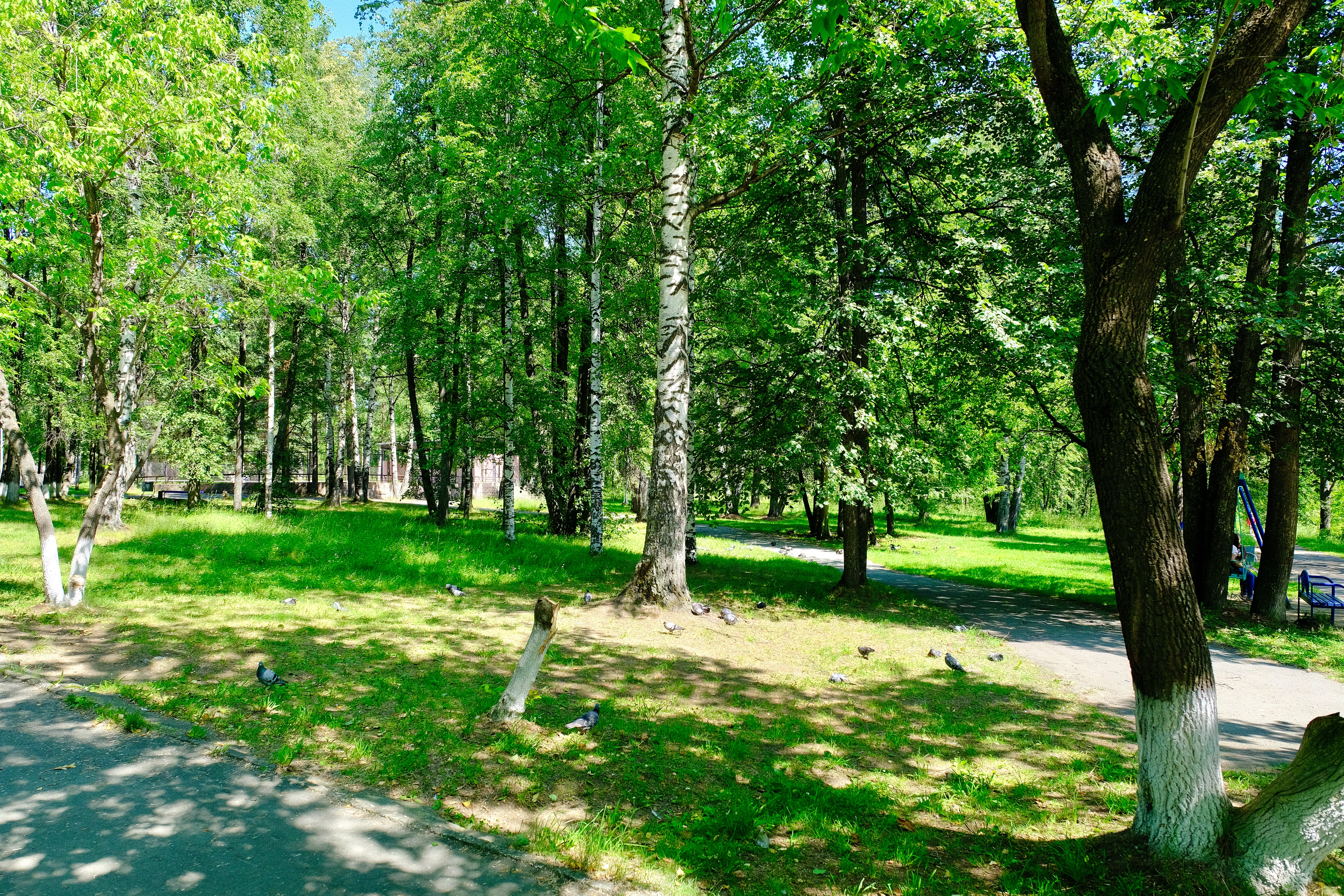
Пешеходные дорожки
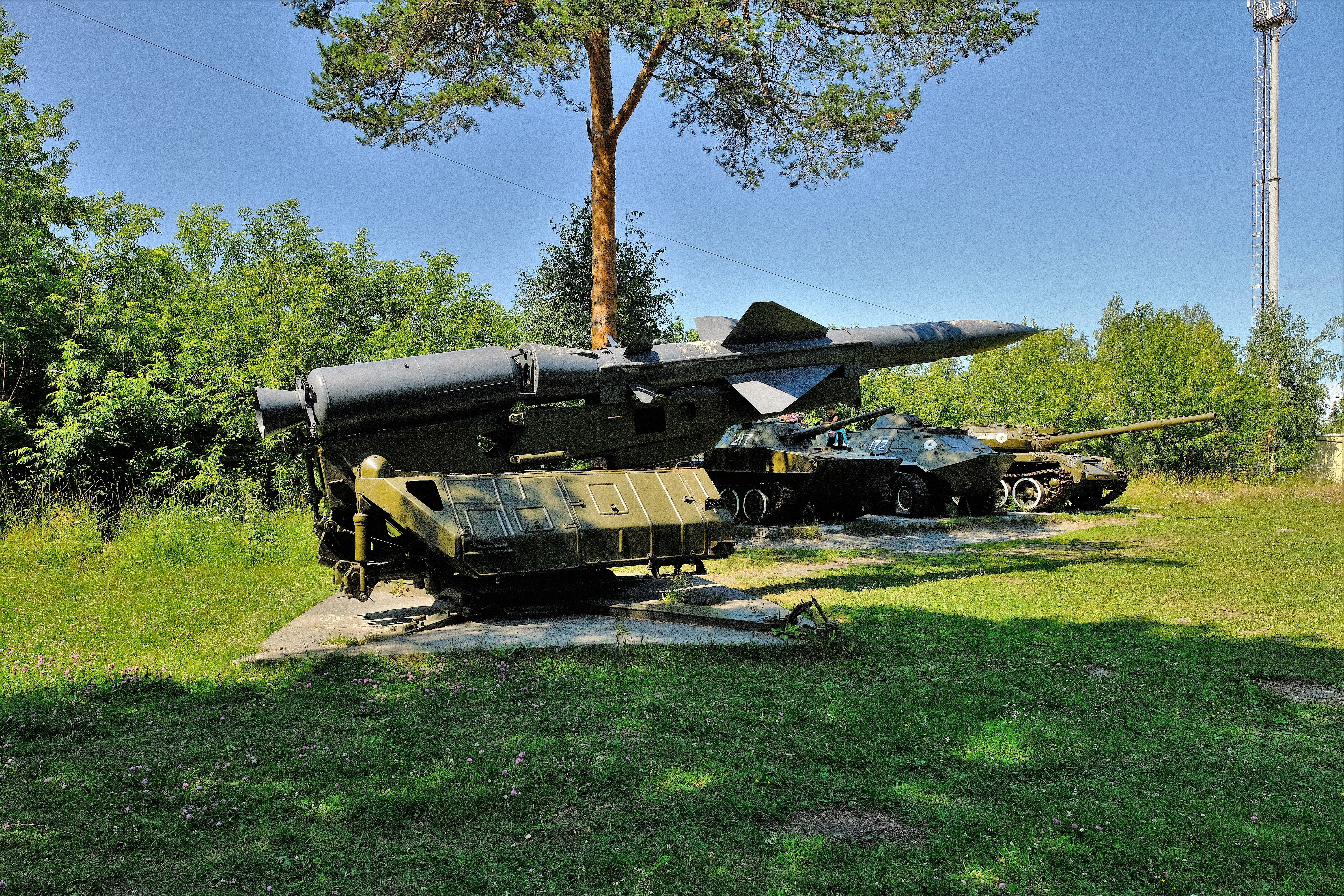
Экспозиция военной техники
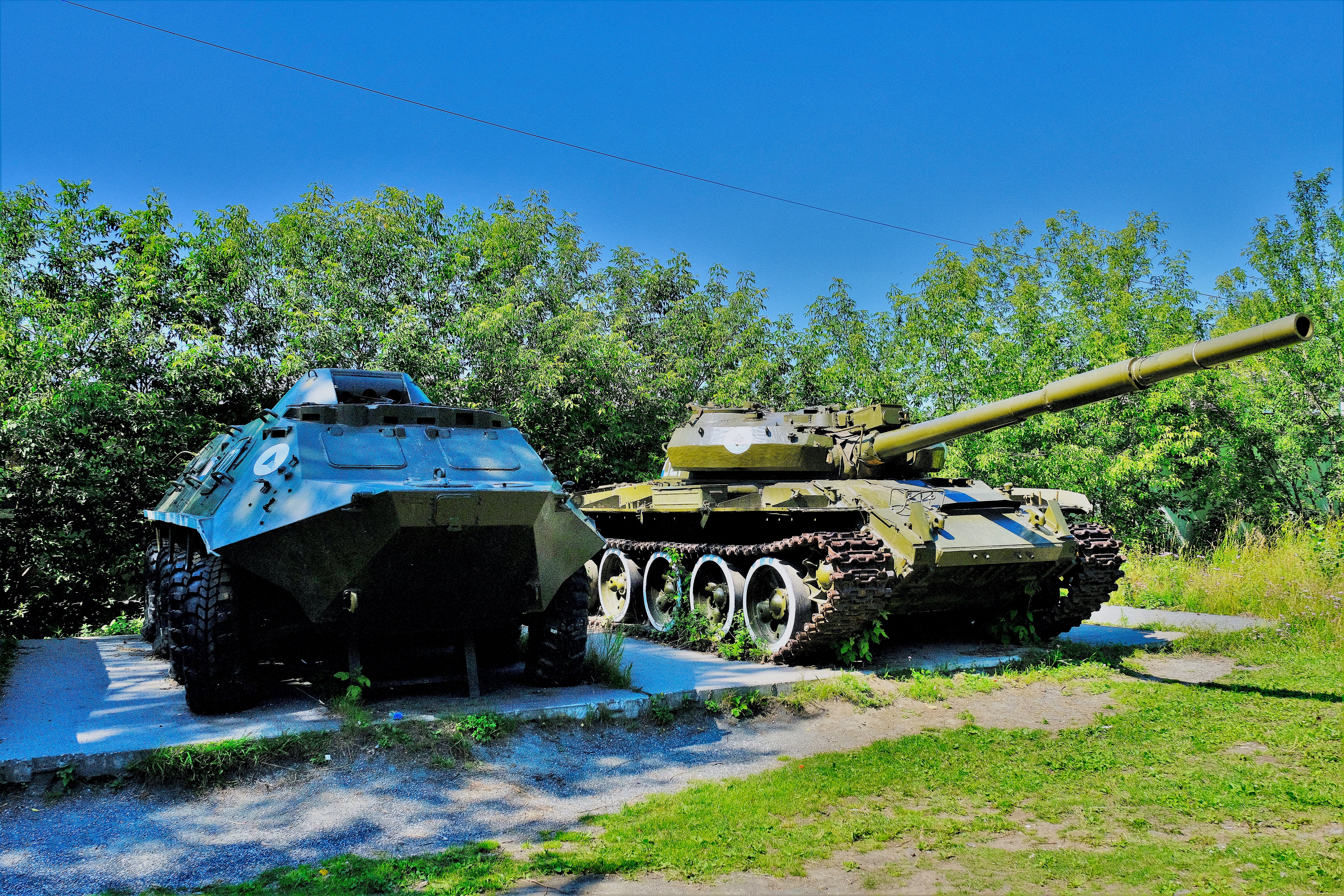
Экспозиция военной техники
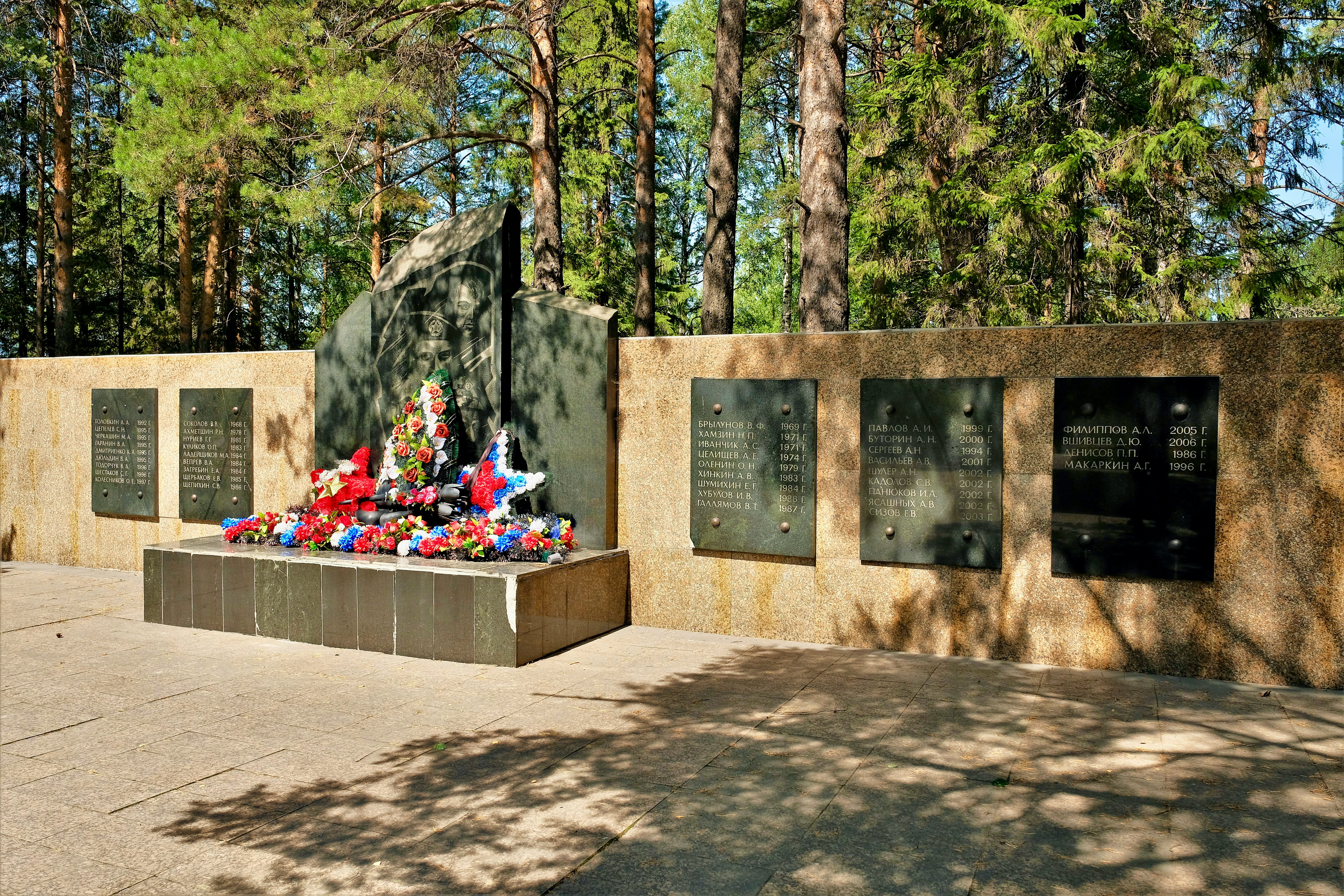
Воинский мемориал
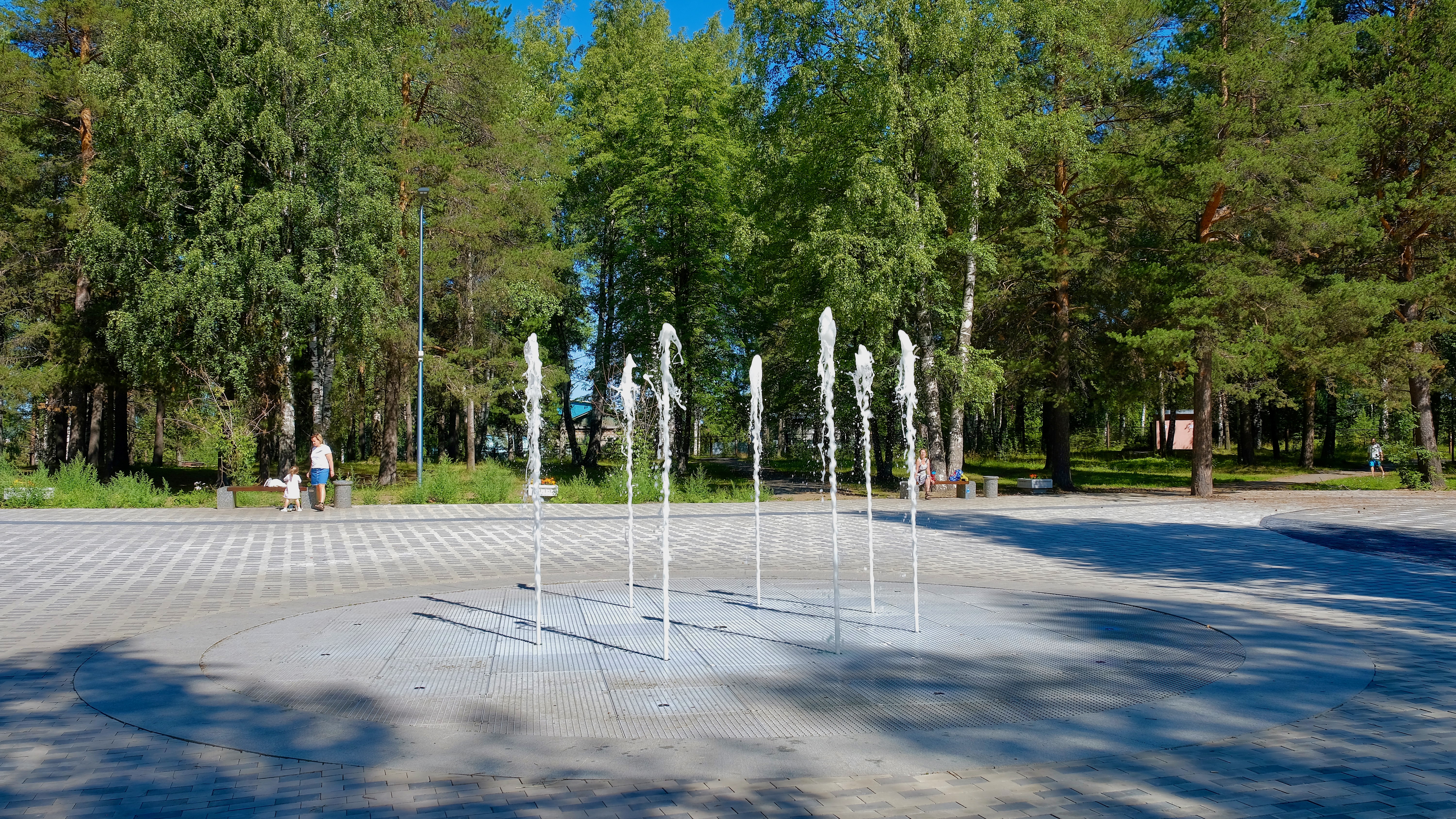
Фонтан